# Haydée Padilla
Haydée Padilla (Buenos Aires, 1936. november 15. – Mar del Plata, 2022. december 14.) argentin színésznő.

## Filmjei
Mozifilmek
- El reñidero (1965)
- La buena vida (1966)
- Todo sol es amargo (1966)
- El novicio rebelde (1968)
- Los caballeros de la cama redonda (1973)
- A bosszúállás ideje (Tiempo de revancha) (1981)
- El arreglo (1983)
- El telo y la tele (1985)
- Cocaine Wars (1985)
- La vieja música (1985)
- Az üldözött szemtanú (The Stranger) (1987)
- Billetes, billetes... (1988)
- Kék szemű (Blauäugig) (1989)
- El acompañamiento (1991)
- Comisario Ferro (1999)
- La mina (2004)
- El topo (2004, rövidfilm)
- Lluvia (2008)
- Amateur (2016)
- La casa en la playa (2019)

Tv-filmek
- Romeo y Julieta (1966)
- Copacabana Club (1970)
- El Tabarís, lleno de estrellas (2012)

Tv-sorozatok
- Domingos de mi ciudad (1966–1970, négy epizódban)
- El botón (1969, 16 epizódban)
- Domingos de teatro cómico (1969, egy epizódban)
- El ojal (1970, kilenc epizódban)
- Verano de mi ciudad (1970)
- La supernoche (1971, egy epizódban)
- Locos de verano (1971, 19 epizódban)
- Revista de revistas (1972, három epizódban)
- Almorfando con La Chona(1973)
- El gran Marrone(1974, 19 epizódban)
- La Chona responde por un millón de pesos (1974)
- Piel naranja (1975. 32 epizódban)
- Verano de mi ciudad (1979, három epizódban)
- Mancinelli y familia (1980, 45 epizódban)
- Matrimonios y algo más (1981, három epizódban)
- Nosotros y los miedos (1982, egy epizódban)
- La Chona superstar(1983, három epizódban)
- Libertad condicionada (1985, 58 epizódban)
- Punto y Chona (1985)
- Alta comedia (1991, két epizódban)
- El humor es más fuerte (1994, 40 epizódban)
- Un Cortado (2001, három epizódban)
- De gira (2005, 27 epizódban)
- Por amor a vos (2008, 176 epizódban)